# Variantes textuais no Novo Testamento
As variantes textuais no Novo Testamento aparecem quando copistas fazem intencionalmente ou acidentalmente mudanças de um texto quando são reproduzidos. O teólogo alemão Eberhard Nestle (1815—1913), conhecido pela edição Nestle-Aland do Novum Testamentum Graece, estimulou que existem cerca de 150.000 - 200.000 variantes no texto do Novo Testamento. Bart D. Ehrman (1955—), um acadêmico minimalista bíblico norte-americano, afirma que existem até 400.000 variantes. 
O biblicista conservador Jack Moorman, por outro lado, pondera que dos cerca de 5 mil manuscritos existentes hoje, 99% deles concordam em mais de 99% entre si. Uma das maiores autoridades em grego neotestamentário da atualidade, Bruce Manning Metzger, professor emérito do Princeton Theological Seminary (Antigo Professor de Bart D. Ehrman), afirma que as diferenças não afetam substancialmente nenhuma doutrina cristã. Norman Geisler e Willian Nix acrescentam: “O Novo Testamento, então, não apenas sobreviveu em maior número de manuscritos que qualquer outro livro da antiguidade, mas sobreviveu em forma mais pura que qualquer outro grande livro – uma forma 99,5% pura”. Grasso cita o parecer de algumas autoridades como Amiot e Hort. Assim se expressou:
“No conjunto dos manuscritos encontram-se aproximadamente 250.000 variantes incluindo as citações dos padres antes do IV Século e das antigas traduções. A maioria delas é insignificante: referem-se somente à ortografia e à disposição das palavras Segundo Hort, 7/8 do texto estão fora de discussão. As variantes que modificam o texto abrange a milésima parte dele: somente umas 15 variantes têm certa importância; contudo, nenhuma delas toca a substância do dogma estabelecido pelas passagens criticamente certas, sem termos a necessidade de lançar mão de textos duvidosos”.
.